# 聖ヨハネ病院修道会
聖ヨハネ病院修道会（せいヨハネびょういんしゅうどうかい、ラテン語: Ordo Hospitalarius Sancti Ioannis de Deo、略称OH）はカトリック教会の男子修道会。主に医療、病院で活動する。

## 沿革
この修道会は16世紀、ポルトガル出身で羊飼い、傭兵等様々な職業を経て、アビラのヨハネの説教を聞き改心、グラナダで病人の世話を中心に活動した神のヨハネスの元に集まった男性信徒らの共同生活が始まりで1550年、ヨハネスの死後、団体として事業をまとめ、1572年、ローマ教皇ピウス5世の認可を受け修道会となる。
生前、神のヨハネスが着用した灰色の服を修道服として定め、よりのちに黒へと変化した。
1586年、オルド修道会となり、1592年、一時的に降格されるも1617年、再昇格。病院修道会の性格を形付け、イタリア等全世界に発展し、ヨハネスは1630年、列福、1690年、列聖された。